# Banabhatta
Bāṇabhaṭṭa (Século VII), também conhecido como Bāṇa, foi um sábio, escritor e poeta indiano da língua sânscrita. ele era o Asthana Kavi (poeta da corte) do rei Harshavardhana, que reinou entre os anos de 606-647 no norte da Índia. Os principais trabalhos de Bāna incluiram a biografia de Harsha, o Harṣacarita, e uma dos primeiros romances, o Kādambari.